# Лудвиг фон Хьонел
Лудвиг фон Хьонел (на немски: Ludwig von Höhnel) е австро-унгарски морски офицер (контраадмирал), картограф, изследовател на Африка.

## Биография
Роден е на 6 август 1857 година в Пресбург, Словакия. През 1887 – 1888 г. участва като топограф и картограф в експедицията на унгарския граф Шамуел Телеки. През октомври 1887 г. Хьонел самостоятелно изследва река Евасо-Нгиро на запад и север от масива Кения. Освен картографиране и астрономически наблюдения на изследваните райони, експедицията прави наблюдения върху климата, флората и фауната, и събира повече от 400 етнографски предмета от племената, населяващи онези земи.
След завръщането си Хьонел публикува научните резултати от експедицията в монографията „Източна Екваториална Африка между Пангани и новооткритото езеро Рудолф“ („Ostäquatorial-Afrika zwishen Pangani und dem nueentdeckten Rudolf-See“, <Petermanns Geogr. Mitteilungen>, Erg.-Heft Nr. 99, Gotha, 1890) и друга книга със заглавие „Към езерата Рудолф и Стефани“ („Zum Rudolf – und Stephanie-See“, Wien, 1892).
През 1892 – 1893 г. участва в ловна експедиция, ръководена от американския милионер Уилям Астор Чанлър (1867 – 1934) отново в ролята на топограф. Изследва река Евасо-Нгиро до нейното вливане в блатото Лориан (0°50′ с. ш. 39°30′ и. д. / 0.833333° с. ш. 39.5° и. д.).
Хьонел е назначен през 1899 г. за адютант на австро-унгарския император Франц Йосиф. През 1905 – 1909 г. като капитан на крайцера „Пантера“ превозва официална унгарска делегация до Етиопия и след като я оставя в страната заминава за Австралия и Нова Зеландия, където пребивава в периода 1905 – 1907 г. и се водят дипломатически преговори с правителствата на тези страни. Повишен е в звание контраадмирал през 1912 г.
Умира на 23 март 1942 година във Виена на 84-годишна възраст.